# Juan Colucho
Juan Eduardo Colucho (provincia de Buenos Aires, 30 de julio de 1988), más conocido como Juan Colucho, es un actor y modelo argentino radicado en México.
Es conocido principalmente por su interpretación de Dave Mejía, personaje de la telenovela La piloto.  
Su primer papel fue en la telenovela de Televisa A que no me dejas.

## Filmografía

### Telenovelas
- Buenos chicos (2023) como Joaquin Esmeralda
- Corazón guerrero (2022) como Patricio Salgado
- La piloto (2017-2018) como Dave Mejía
- A que no me dejas (2015-2016) como Gastón
- Muchacha italiana viene a casarse (2014-2015) como Enrique
- Mi corazón es tuyo (2014) como el policía
- De que te quiero, te quiero (2013) como extra.

### Series de televisión
- Paramédicos Fuerza Bruta (2017) como Adrián
- La rosa de Guadalupe (2013-2014) como Efrén, Federico, Benjamín, Ángel, Uriel

### Teatro
- Tengamos el sexo en paz (2014)
- Cuatro XXXX (2013) como Roberto[6]